# مجزرة منشار تكساس:البداية
مجزرة منشار تكساس:البداية (بالإنجليزية: The Texas Chainsaw Massacre: The Beginning)‏ هو فيلم تقطيع تم إنتاجه في الولايات المتحدة وصدر في سنة 2006. من بطولة جوردانا بروستر وديورا بايرد وماثيو بومر وآر لي إيرمي.

## الميزانية والإيرادات
بلغت تكلفة إنتاج الفيلم حوالي 16 مليون دولار بينما حقق إيرادات تقدر بـ 51.8 مليون دولار.

## وصلات خارجية
- مجزرة منشار تكساس:البداية على موقع IMDb (الإنجليزية)
- مجزرة منشار تكساس:البداية على موقع ميتاكريتيك (الإنجليزية)
- مجزرة منشار تكساس:البداية على موقع روتن توميتوز (الإنجليزية)
- مجزرة منشار تكساس:البداية على موقع نتفليكس (الإنجليزية)
- مجزرة منشار تكساس:البداية على موقع قاعدة بيانات الأفلام العربية
- مجزرة منشار تكساس:البداية على موقع ألو سيني (الفرنسية)
- مجزرة منشار تكساس:البداية على موقع Turner Classic Movies (الإنجليزية)
- مجزرة منشار تكساس:البداية على موقع أول موفي (الإنجليزية)
- مجزرة منشار تكساس:البداية على موقع بوكس أوفيس موجو (الإنجليزية)
- مجزرة منشار تكساس:البداية على موقع فيلمافينيتي (الإسبانية)